# Morti nel 1014
| Questa pagina contiene informazioni ricavate automaticamente dalle voci biografiche con l'ausilio del template Bio e di un bot. L'aggiornamento è periodico e automatico e ricostruisce completamente la pagina. Se manca una persona in questa lista, sei pregato di non aggiungerla, ma accertati piuttosto che la sua voce biografica contenga il template Bio e che i dati anagrafici siano correttamente compilati. Se il template Bio manca, inseriscilo tu stesso o, in alternativa, metti l'avviso {{tmp\|Bio}} che ne segnala la mancanza. Se i dati riportati sono sbagliati, correggi direttamente la voce biografica; le modifiche saranno visibili in questa lista entro pochi giorni. Per chiarimenti vedi il progetto biografie. La lista contiene solo le 13 persone che sono citate nell'enciclopedia e per le quali è stato implementato correttamente il template Bio. Pagina aggiornata al 10 ago 2025. |

- 3 febbraio - Sweyn I di Danimarca, re norrena (n. 963)
- 23 aprile - Brian Boru, sovrano irlandese
- 23 aprile - Sigurd il Forte, conte norrena
- 24 aprile - Brodir, sovrano danese
- 7 maggio - Bagrat III di Georgia, sovrano georgiano
- 4 luglio - Hathui, badessa tedesca
- 3 agosto - Hakim al-Nishaburi, storiografo arabo (n. 933)
- 6 ottobre - Samuele di Bulgaria, sovrano bulgaro
- 11 novembre - Guarniero di Walbeck, nobile tedesco
- 26 novembre - Swanehilde di Sassonia, nobile tedesca
- Teofilatto Botaniate, generale bizantino
- Rajaraja Chola I, re
- Pandolfo II di Benevento, principe longobardo